# Người Canada gốc Luxembourg
Người Canada gốc Luxembourg là Công dân Canada có nguồn gốc tổ tiên từ người Luxembourg hoặc những người sinh ra tại Luxembourg sinh sống ở Canada. Theo Điều tra dân số năm 2016 có 3.915 người Canada khai nhận toàn bộ hoặc một phần tổ tiên là người Luxembourg.
Người Luxembourg nhập cư đến Canada không đáng kể như những người từ các khu vực khác của Châu Âu nhưng có một cộng đồng đáng kể từ Luxembourg ở Canada. Mặc dù vậy, quốc gia Bắc Mỹ là nơi có một trong những cộng đồng người Luxembourg lớn nhất trên thế giới và lớn thứ tư ở châu Mỹ, chỉ sau Hoa Kỳ, Brasil và Argentina.

## Quan hệ giữa Luxembourg và Canada
Giữa hai nước luôn có quan hệ bền chặt nhưng phải đến khi Chiến tranh thế giới thứ hai bùng nổ, cả hai mới xích lại gần nhau hơn.
Canada đã mở cửa cho hàng nghìn người nhập cư, bao gồm cả người Luxembourg. Nhưng một số người Luxembourg đáng chú ý nhất đã đến Canada là gia đình của Đại Công tước đến Montréal, Québec để tị nạn sau khi Đức xâm lược Luxembourg vào ngày 10 tháng 5 năm 1940. Kể từ đó, Canada và Luxembourg đã phát triển quan hệ đối tác bao gồm các giá trị được chia sẻ và đối thoại chính trị liên tục về các vấn đề quốc tế lớn.
Cả hai quốc gia đều là thành viên của Cộng đồng Pháp ngữ và NATO.